# TV 손자병법
《TV 손자병법》은 1987년 11월 18일부터 1993년 10월 14일까지 KBS 2TV에서 방영 되었던 주간 드라마이다.

## 개요
종합상사 진산그룹 자재과에서 일하는 정신노동자들의 삶을 다룬 덕분에 정신노동자들에게 많은 인기를 얻었다. 지금은 모든 정신노동자들에게 지급되는 PC가 드라마에서는 사무실에 한 대만 있는 등, 지금과는 다른 시대적 환경과 생활상이 엿보이기도 한다.
등장 인물의 이름은 삼국지에서 차용했다.

## 방송 시간
| 방송 채널 | 방송 기간                          | 방송 시간                            | 방송 분량  |
| --------- | ---------------------------------- | ------------------------------------ | ---------- |
| KBS 2TV   | 1987년 11월 18일                   | 매주 수요일 저녁 7시 5분 ~ 7시 55분  | 50분       |
| KBS 2TV   | 1987년 12월 16일                   | 매주 수요일 저녁 7시 5분 ~ 7시 55분  | 50분       |
| KBS 2TV   | 1988년 1월 6일                     | 매주 수요일 저녁 7시 5분 ~ 7시 55분  | 50분       |
| KBS 2TV   | 1987년 11월 25일                   | 매주 수요일 저녁 6시 45분 ~ 7시 30분 | 45분       |
| KBS 2TV   | 1987년 12월 2일                    | 매주 수요일 저녁 6시 50분 ~ 7시 40분 | 50분       |
| KBS 2TV   | 1987년 12월 9일                    | 매주 수요일 저녁 6시 30분 ~ 7시 20분 | 50분       |
| KBS 2TV   | 1987년 12월 23일                   | 매주 수요일 저녁 6시 25분 ~ 7시 15분 | 50분       |
| KBS 2TV   | 1987년 12월 30일                   | 매주 수요일 저녁 7시 40분 ~ 8시 50분 | 1시간 10분 |
| KBS 2TV   | 1988년 1월 14일 ~ 1990년 10월 25일 | 매주 목요일 저녁 8시 ~ 8시 50분      | 50분       |
| KBS 2TV   | 1993년 5월 6일 ~ 1993년 10월 14일  | 매주 목요일 저녁 8시 ~ 8시 50분      | 50분       |
| KBS 2TV   | 1990년 11월 1일 ~ 1992년 4월 4일   | 매주 목요일 저녁 8시 5분 ~ 8시 55분  | 50분       |
| KBS 2TV   | 1992년 4월 11일 ~ 1992년 10월 1일  | 매주 목요일 저녁 8시 ~ 8시 55분      | 55분       |
| KBS 2TV   | 1992년 10월 8일 ~ 1993년 4월 29일  | 매주 목요일 저녁 8시 5분 ~ 밤 9시    | 55분       |

## 등장 인물
- 오현경 : (손권) 이장수역 - 만년과장 - 부장대리 - 이사 진급
- 서인석 : 유비 역 - 대리 - 과장
- 장용 : 조조 역 - 대리
- 김희라 : 장비 역 - 대리_ 지방발령(하차)
- 정종준 : 관우 역 - 대리_(도중하차)
- 故 김성찬 : 여포 역 - 대리
- 故 박용식 : 연구위원_자재부장 역
- 박웅 : 박진우 상무 역
- 故 김진해 : 사장 역
- 송기윤 : 조운 역 오자룡_사원
- 노경주 : 현미경 역_사원
- 이규석 : 황충 역 _신입사원(단기출연)
- 故 이미경 : 전 간호사 역 - 의무실 근무
- 김교순 : 자재이사 역
- 이미영 : 조아영 역_과장
- 홍리나 : 홍세나 역
- 선우재덕 : 우재용 역
- 박진성 : 장필도 역
- 윤다훈 : 마청길 역
- 정소녀 : 나실장 역
- 김응석 : 박달재 역
- 한인수 : 진산그룹 경영전문 이사 최고봉 역
- 정재순 : (손권) 이장수 아내 역
- 전유성
- 엄용수 : 자동차 세일즈맨 (1회)
- 신구 : 관우 아버지 역 (1회)
- 故 안영주
- 김기섭
- 윤유선
- 오미희
- 양미경
- 장희수
- 박인환
- 이응경
- 故 고설봉
- 온영삼
- 구민
- 故 김성원
- 유명순
- 故 이영달
- 故 김길호
- 故 이진수
- 故 김인문
- 김성겸 토끼농장 사업주 역_(조연)
- 양영준 진선기업 _임원 역(조연)
- 이진숙
- 박현숙
- 장정희
- 김을동 : 자룡 어머니 역 (148회)
- 이원발
- 이대로 : 감사반장 _역 이장수 동창 역(조연) 156회
- 故 김상순
- 양일민
- 故 오승룡
- 故 이신재 : 진산기업 상무 역 (조연)
- 맹호림
- 윤덕용
- 홍여진
- 故 변영훈
- 선우용녀
- 양택조 진산기업 _임원 역 (조연)
- 박정수
- 임병기
- 김지선
- 김복희
- 정동남 월미도 횟집 호객 꾼 역 (조연)
- 이한위
- 故 김지영
- 김미경
- 배도환
- 문미봉
- 故 박주아
- 홍륜의
- 김덕현
- 故 조재훈
- 장미자
- 전원주
- 이주실 : 아영 고모 역 (222회)
- 전도연
- 김현아
- 이승호
- 서영애
- 이효정
- 원석연
- 故 여운계
- 노현희
- 신은경[1]
- 문영미
- 이광기
- 故 정진
- 박규채
- 차두옥
- 김혜란
- 이정원
- 홍영미
- 임영신
- 최미선
- 김정수
- 김혜정
- 최용팔
- 신종섭
- 최유민
- 이영재 : 비서실 대리 역
- 정명제
- 편인호
- 박성규
- 윤병훈
- 김옥만
- 윤관용
- 김해권
- 서상익
- 황범식
- 최현기
- 김희진
- 안승미
- 이춘식
- 박해상
- 안해숙
- 김형일
- 김지예
- 박칠용
- 이정웅
- 오욱철
- 최윤정
- 故 황민
- 김동완
- 이혜정
- 이현실
- 김종구
- 임영식
- 신동훈
- 이두섭
- 한혜경
- 곽정희
- 김현숙
- 김주미
- 정복임
- 송중원
- 故 이일웅
- 권경하
- 김보미
- 양재성
- 원수현
- 백찬기
- 원서희
- 박태민
- 김기진
- 박경득
- 송미령
- 임택선
- 홍승이
- 문풍지
- 장기용
- 정효진
- 최창호
- 윤병훈
- 윤성국
- 윤초희
- 김은숙
- 천수현
- 故 정승곤
- 이예자
- 박윤정
- 임성원
- 여영옥
- 이윤정
- 오미자
- 한정국
- 김영은
- 남춘
- 홍해
- 이원종
- 신수강
- 최은영
- 양형호
- 황덕재
- 한현배
- 유태술
- 이승호
- 안동석
- 백찬기
- 김성근
- 조준형
- 이영재
- 이종만
- 민지환
- 안광진
- 이용진
- 반문섭
- 김상훈
- 이한나
- 이계영
- 한연수
- 함석훈
- 이기철
- 유선회
- 박시영
- 박정웅
- 김정연 : 정연지 역
- 류용진
- 문창길
- 김원희 : 고복남 역
- 유루나
- 박영숙
- 전경희
- 안효진
- 윤영아
- 김대환
- 홍영자
- 이선용 : 김연주 역
- 김정균
- 손호균
- 권오균
- 오진수
- 김봉근
- 김소유
- 박은영
- 오수민 : 최고봉 이사실 비서 안영희 역
- 김수미라
- 김하림
- 양재원
- 최연수
- 김시원
- 최정원
- 안형식
- 홍성숙
- 박삼순
- 우수진
- 손영춘
- 문홍식
- 이상원
- 한연석
- 김기복
- 이종길
- 김수정 : 서민옥 역
- 이강수
- 故 정해창
- 이문환
- 신용규
- 최윤주
- 이영
- 이항수
- 이지형
- 주수정
- 김일란
- 곽경환
- 故 추석양
- 문윤선
- 여운국
- 구한승
- 박현정
- 조은덕
- 故 서영진
- 강영아
- 고경숙
- 황소영
- 정현기
- 백경미
- 박지혜
- 김준혁
- 김창봉
- 곽근아
- 박인서
- 신소영
- 이향아
- 권미혜
- 김예령
- 故 고광우
- 방숙례
- 장영주
- 권혁호
- 어수경
- 조정국
- 장희진
- 서미애
- 엄수진 : 오동주 역
- 강민경 : 한여울 역
- 권오현
- 강만희
- 박현
- 진희진 : 최고봉 이사실 비서 나하나 역
- 윤영민
- 황선정
- 김나라
- 전병옥
- 송호섭
- 김성희
- 홍승일
- 김용준
- 정국진
- 김성환
- 김성희
- 이주화
- 김현성
- 임옥경 : 사무직 직원 역
- 안문숙 : 사무직 직원 역
- 이주경 : 한유경 역
- 전유진 : 사무직 직원 역
- 김재원 : (아역)
- 안유리 : (아역)
- 이인제 : 당시 노동부 장관
- 황산성 : 당시 환경처(현 환경부) 장관

## 참고 사항
- 참고로 이 드라마 작품의 역대 총 출연진 중 최고령 출연자는 원로 남성 연극배우 겸 연기자 故 고설봉 선생이고, 차고령 출연자는 원로 여성 연극배우 겸 연기자 故 한은진 선생이다.
- 김영삼 정권 당시 노동부 장관, 환경처(현 환경부) 장관이었던 이인제 현 국민의힘 상임고문과 변호사 황산성 전 교수가 출연하였다.
- 2020년 KBS디지털미디어국에서는 유튜브 채널 옛날티비를 통해 풀영상을 순차적으로 공개하였다.